# Kōichi Wakata
Kōichi Wakata (若田 光一, Wakata Kōichi), est un spationaute japonais né le 1er août 1963 à Saitama au Japon. Il est marié et a un enfant, et est diplômé de l'université de Kyūshū.
Fin 2008, il devient le premier astronaute japonais à effectuer un séjour de longue durée à bord de la Station spatiale internationale (ISS). En 2014, il est devenu le premier Japonais à la commander (expédition 39). C'était également seulement la troisième fois qu'un non-américain ou russe prenait le commandement de la station.
Wakata est actuellement directeur adjoint de l'agence spatiale japonaise JAXA.

## Biographie
Koichi Wakata est né dans la ville d'Ōmiya, préfecture de Saitama au centre du Japon. Il est titulaire d'une licence en Aéronautique en 1987, d'un master en mécanique appliquée en 1989 et d'un doctorat d'aéronautique en 2004 à l'université de Kyūshū. Il a travaillé en tant qu'ingénieur structurel chez Japan Airlines. Wakata a enregistré plus de 2 100 heures de vol sur de nombreux appareils.

## Vols réalisés
- 11 janvier 1996 : STS-72 Endeavour
- 11 octobre 2000 : STS-92 Discovery
- 15 mars 2009 : STS-119 Discovery (retour sur STS-127), expéditions 18, 19 et 20 de l'ISS.
- 7 novembre 2013 : Soyouz TMA-11M vers l'ISS, expéditions 38 et 39

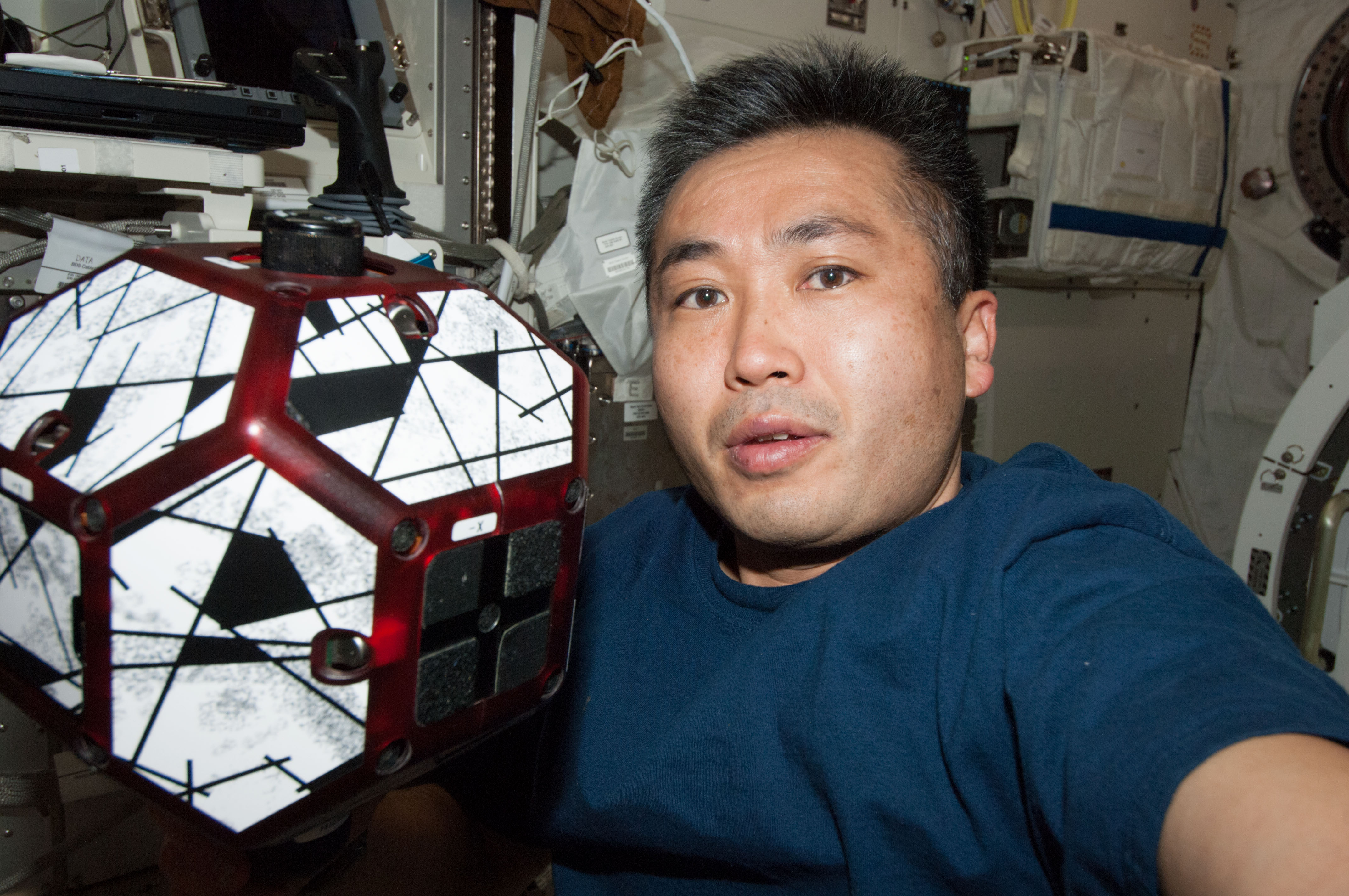
Lors de l'expédition 38, Wakata expérimente les SPHERES.

- 5 octobre 2022 : SpaceX Crew-5[2], expédition 68

## Honneurs
- (6208) Wakata